# Ě
Ě je slovo češke i lužičkosrpske latiničke abecede. U rekonsktrukciji preslavenskog jezika označava glas jat koji u južnoslavenskim jezicima zvuči /jeː/, /je/, /iː/, /i/, /ɛː/, /ɛ/, /eː/, /e/, /jɛː/, /jɛ/, /ə/, /ije/....
Slovo Ě se još koristi u češkoj abecedi iz koje je i preuzeto, gdje isto stoji za glas jat.